# Faro de Punta Palmar
El Faro de Punta Palmar está ubicado sobre las costa del Océano Atlántico, en Punta Palmar, Rocha, Uruguay. Fue construido en 1977. Es una torre cilíndrica de fibra de vidrio, 4 franjas blancas y 3 rojas, su base es de hormigón, rodeada por los aloes típicos de la costa.
Tiene 12 metros de altura y un alcance luminoso de 8,8 millas náuticas. El faro ha sido automático desde un principio con un sistema de gas acetileno y actualmente con energía de paneles solares.
Se puede divisar desde el balneario Punta del Diablo, sobre la playa de la Viuda, pero el sitio cerrado a visitantes y la torre está rodeadada por una propiedad privada. 